# Zbór Śląskiego Kościoła Ewangelickiego Augsburskiego Wyznania w Cierlicku
Zbór Śląskiego Kościoła Ewangelickiego Augsburskiego Wyznania w Cierlicku – zbór (parafia) luterańska w Cierlicku, należąca do senioratu cieszyńsko-hawierzowskiego Śląskiego Kościoła Ewangelickiego Augsburskiego Wyznania, w kraju morawsko-śląskim, w Czechach.
Uprzednio Cierlicko należało do zboru w Błędowicach. W 1862 otwarto kaplicę cmentarną. W 1950 roku miał się odbyć IV Regularny Synod a w związku z tym rozpoczęto przygotowania do podzielenia dotychczasowych zbyt dużych zborów i utworzenia nowych, w tym zboru w Cierlicku. Początkowo nabożeństwa odprawiano w budynku polskiej szkoły, do czasu budowy zapory wodnej na Stonawce, a pierwszym pastorem został Karol Teper. W 1957 przeniesiono się do zakupionego domu prywatnego, obecnego probostwa. 10 lipca 1966 postawiono kamień węgielny pod budowę kościoła, otwartego i poświęconego 3 września 1967. W 1997 do budynku dostawiono wieżę.